# Bonaventure (circonscription provinciale)
Pour les articles homonymes, voir Bonaventure.
Circonscription électorale provinciale du Canada
Bonaventure est une circonscription électorale provinciale du Québec située dans la région de la Gaspésie–Îles-de-la-Madeleine.
La circonscription est nommée d'après l'île Bonaventure et la rivière Bonaventure, qui tirent leur nom d'une mission fondée par les missionnaires récollets en l'honneur du théologien Bonaventure de Bagnorea.

## Historique
Le district électoral de Bonaventure existait déjà lors de la création de la fédération canadienne en 1867. Son origine remonte à 1829. Son territoire a été modifié de façon mineure à quelques reprises dans l'histoire récente (1972, 1980, 1992 et 2001). La ville de Chandler (dans la circonscription de Gaspé jusqu'aux élections provinciales de 2012) fut annexée à la circonscription de Bonaventure en 2011, lors de la refonte de la carte électorale provinciale. Lors de la refonte de la carte électorale de 2017, Bonaventure n'a pas été modifié.

## Territoire et limites
La circonscription comprend les municipalités suivantes :
- Bonaventure
- Caplan
- Carleton-sur-Mer
- Cascapédia–Saint-Jules
- Chandler
- Escuminac
- Gesgapegiag
- Hope
- Hope Town
- L'Ascension-de-Patapédia
- Listuguj
- Maria
- Matapédia
- New Carlisle
- New Richmond
- Nouvelle
- Paspébiac
- Pointe-à-la-Croix
- Port-Daniel–Gascons
- Ristigouche-Partie-Sud-Est
- Rivière-Bonaventure
- Rivière-Nouvelle
- Ruisseau-Ferguson
- Saint-Alexis-de-Matapédia
- Saint-Alphonse
- Saint-André-de-Restigouche
- Saint-Elzéar
- Saint-François-d'Assise
- Saint-Godefroi
- Saint-Siméon
- Shigawake

## Liste des députés

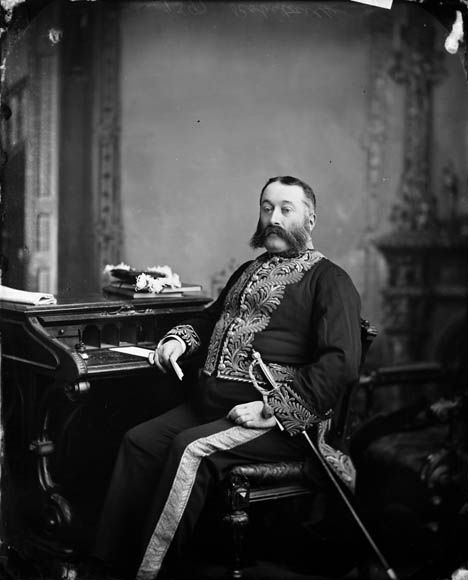
Theodore Robitaille est député de 1871 à 1874 pour le Parti conservateur du Québec.

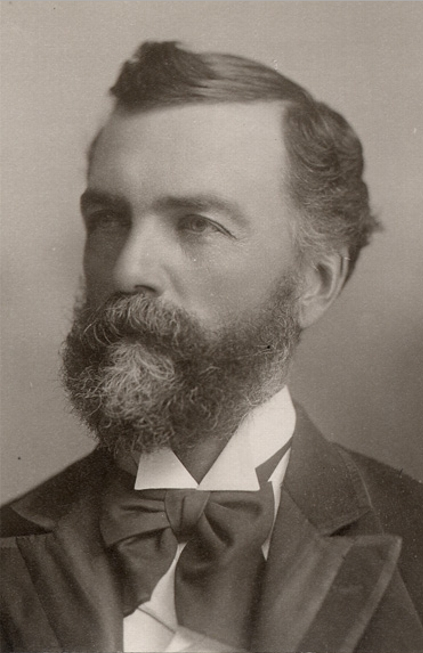
Joseph Israël Tarte est député de 1877 à 1881 pour le Parti conservateur du Québec.

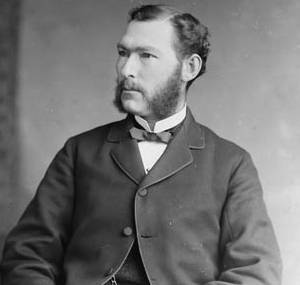
Louis-Joseph Riopel est député de 1881 à 1882 pour le Parti conservateur du Québec.

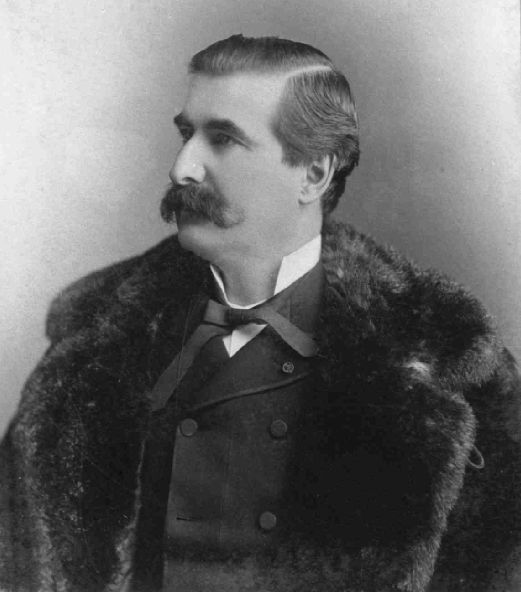
Honoré Mercier est député de 1890 à 1894 pour le Parti libéral du Québec. Il est premier ministre du Québec de 1887 à 1891.

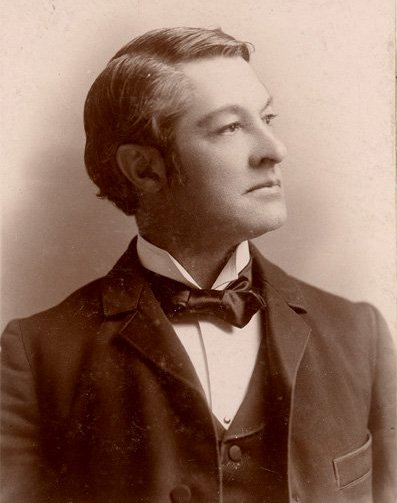
François-Xavier Lemieux est député de 1894 à 1897 pour le Parti libéral du Québec.

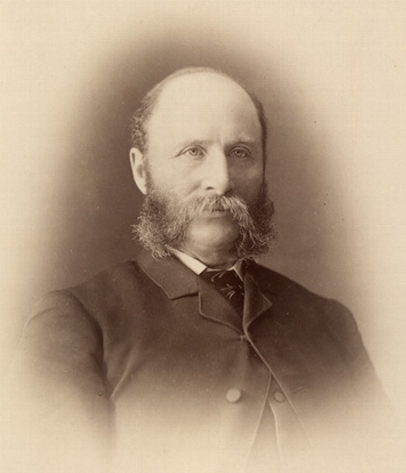
William Henry Clapperton est député de 1897 à 1904 pour le Parti libéral du Québec.

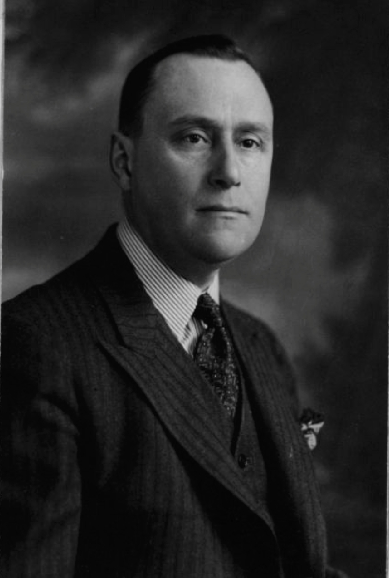
Pierre-Émile Côté est député de 1924 à 1936 et de 1939 à 1942 pour le Parti libéral du Québec.

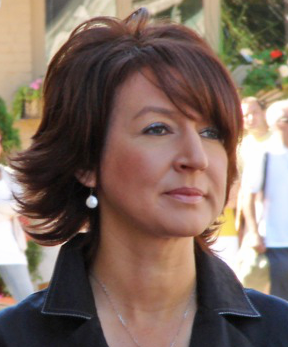
Nathalie-Normandeau est député de 1998 à 2011 pour le Parti libéral du Québec. Elle est vice-première ministre du Québec de 2007 à 2011.

| Années | Années          | Député                   | Parti            |
| ------ | --------------- | ------------------------ | ---------------- |
|        | 1867 - 1871     | Clarence Hamilton        | Libéral          |
|        | 1871 - 1874     | Théodore Robitaille      | Conservateur     |
|        | 1874 - 1875     | Pierre-Clovis Beauchesne | Conservateur     |
|        | 1875 - 1876     | Pierre-Clovis Beauchesne | Conservateur     |
|        | 1877 - 1878     | Joseph-Israël Tarte      | Conservateur     |
|        | 1878 - 1881     | Joseph-Israël Tarte      | Conservateur     |
|        | 1881 - 1882     | Louis-Joseph Riopel      | Conservateur     |
|        | 1882 - 1886     | Henri-Josué Martin       | Conservateur     |
|        | 1886 - 1890     | Henri-Josué Martin       | Conservateur     |
|        | 1890 - 1892     | Honoré Mercier (père)    | Libéral          |
|        | 1892 - 1894     | Honoré Mercier (père)    | Libéral          |
|        | 1894 - 1897     | François-Xavier Lemieux  | Libéral          |
|        | 1897            | François-Xavier Lemieux  | Libéral          |
|        | 1897 - 1900     | William Henry Clapperton | Libéral          |
|        | 1900 - 1904     | William Henry Clapperton | Libéral          |
|        | 1904 - 1908     | John Hall Kelly          | Libéral          |
|        | 1908 - 1912     | John Hall Kelly          | Libéral          |
|        | 1912 - 1914     | John Hall Kelly          | Libéral          |
|        | 1914 - 1916     | Joseph-Fabien Bugeaud    | Libéral          |
|        | 1916 - 1919     | Joseph-Fabien Bugeaud    | Libéral          |
|        | 1919 - 1923     | Joseph-Fabien Bugeaud    | Libéral          |
|        | 1923 - 1924     | Joseph-Fabien Bugeaud    | Libéral          |
|        | 1924 - 1927     | Pierre-Émile Côté        | Libéral          |
|        | 1927 - 1931     | Pierre-Émile Côté        | Libéral          |
|        | 1931 - 1935     | Pierre-Émile Côté        | Libéral          |
|        | 1935 - 1936     | Pierre-Émile Côté        | Libéral          |
|        | 1936 - 1939     | Henri Jolicoeur          | Union nationale  |
|        | 1939 - 1942     | Pierre-Émile Côté        | Libéral          |
|        | 1944 - 1948     | Henri Jolicoeur          | Union nationale  |
|        | 1948 - 1952     | Henri Jolicoeur          | Union nationale  |
|        | 1952 - 1956     | Henri Jolicoeur          | Union nationale  |
|        | 1956 - 1960     | Gérard D. Levesque       | Libéral          |
|        | 1960 - 1962     | Gérard D. Levesque       | Libéral          |
|        | 1962 - 1966     | Gérard D. Levesque       | Libéral          |
|        | 1966 - 1970     | Gérard D. Levesque       | Libéral          |
|        | 1970 - 1973     | Gérard D. Levesque       | Libéral          |
|        | 1973 - 1976     | Gérard D. Levesque       | Libéral          |
|        | 1976 - 1981     | Gérard D. Levesque       | Libéral          |
|        | 1981 - 1985     | Gérard D. Levesque       | Libéral          |
|        | 1985 - 1989     | Gérard D. Levesque       | Libéral          |
|        | 1989 - 1993     | Gérard D. Levesque       | Libéral          |
|        | 1994            | Marcel Landry            | Parti québécois  |
|        | 1994 - 1998     | Marcel Landry            | Parti québécois  |
|        | 1998 - 2003     | Nathalie Normandeau      | Libéral          |
|        | 2003 - 2007     | Nathalie Normandeau      | Libéral          |
|        | 2007 - 2008     | Nathalie Normandeau      | Libéral          |
|        | 2008 - 2011     | Nathalie Normandeau      | Libéral          |
|        | 2011 - 2012     | Damien Arsenault         | Libéral          |
|        | 2012 - 2014     | Sylvain Roy              | Parti québécois  |
|        | 2014 - 2018     | Sylvain Roy              | Parti québécois  |
|        | 2018 - 2021     | Sylvain Roy              | Parti québécois  |
|        | 2021 - 2022     | Sylvain Roy              | Indépendant      |
|        | 2022 - en cours | Catherine Blouin         | Coalition avenir |

Légende: Les années en italiques indiquent les élections partielles.

## Résultats électoraux
|                                                                                               | Nom                  | Parti                 | Nombre de voix | %      | Maj.  |
| --------------------------------------------------------------------------------------------- | -------------------- | --------------------- | -------------- | ------ | ----- |
|                                                                                               | Catherine Blouin     | Coalition avenir      | 9 919          | 44,5 % | 3 211 |
|                                                                                               | Alexis Deschênes     | Parti québécois       | 6 708          | 30,1 % | -     |
|                                                                                               | Catherine Cyr Wright | Québec solidaire      | 2 417          | 10,8 % | -     |
|                                                                                               | Christian Cyr        | Libéral               | 1 911          | 8,6 %  | -     |
|                                                                                               | François Therrien    | Conservateur          | 1 219          | 5,5 %  | -     |
|                                                                                               | Anne-Marie Lauzon    | L'union fait la force | 82             | 0,4 %  | -     |
|                                                                                               | Jocelyn Rioux        | Climat Québec         | 57             | 0,3 %  | -     |
| Total                                                                                         | Total                | Total                 | 22 313         | 100 %  |       |
| Le taux de participation lors de l'élection était de 62,8 % et 257 bulletins ont été rejetés. |                      |                       |                |        |       |

|                                                                                               | Nom                   | Parti               | Nombre de voix | %      | Maj.  |
| --------------------------------------------------------------------------------------------- | --------------------- | ------------------- | -------------- | ------ | ----- |
|                                                                                               | Sylvain Roy (sortant) | Parti québécois     | 8 416          | 38,5 % | 2 830 |
|                                                                                               | François Whittom      | Libéral             | 5 586          | 25,5 % | -     |
|                                                                                               | Hélène Desaulniers    | Coalition avenir    | 3 502          | 16 %   | -     |
|                                                                                               | Catherine Cyr Wright  | Québec solidaire    | 3 282          | 15 %   | -     |
|                                                                                               | Guy Gallant           | Indépendant         | 575            | 2,6 %  | -     |
|                                                                                               | Heather Imhoff        | Vert                | 312            | 1,4 %  | -     |
|                                                                                               | Daniel Bouchard       | Citoyens au pouvoir | 209            | 1 %    | -     |
| Total                                                                                         | Total                 | Total               | 21 882         | 100 %  |       |
| Le taux de participation lors de l'élection était de 62,3 % et 242 bulletins ont été rejetés. |                       |                     |                |        |       |

|                                                                                               | Nom                     | Parti            | Nombre de voix | %      | Maj. |
| --------------------------------------------------------------------------------------------- | ----------------------- | ---------------- | -------------- | ------ | ---- |
|                                                                                               | Sylvain Roy (sortant)   | Parti québécois  | 11 380         | 45,7 % | 872  |
|                                                                                               | Damien Arsenault        | Libéral          | 10 508         | 42,2 % | -    |
|                                                                                               | Patricia Chartier       | Québec solidaire | 1 540          | 6,2 %  | -    |
|                                                                                               | Jean-Marc Landry        | Coalition avenir | 1 061          | 4,3 %  | -    |
|                                                                                               | Patrick Dubois          | Parti nul        | 283            | 1,1 %  | -    |
|                                                                                               | Louis-Patrick St-Pierre | Option nationale | 130            | 0,5 %  | -    |
| Total                                                                                         | Total                   | Total            | 24 902         | 100 %  |      |
| Le taux de participation lors de l'élection était de 69,4 % et 222 bulletins ont été rejetés. |                         |                  |                |        |      |

|                                                                                               | Nom                        | Parti            | Nombre de voix | %      | Maj.  |
| --------------------------------------------------------------------------------------------- | -------------------------- | ---------------- | -------------- | ------ | ----- |
|                                                                                               | Sylvain Roy                | Parti québécois  | 11 809         | 47,6 % | 3 144 |
|                                                                                               | Damien Arsenault (sortant) | Libéral          | 8 665          | 34,9 % | -     |
|                                                                                               | Jean-Marc Landry           | Coalition avenir | 2 766          | 11,1 % | -     |
|                                                                                               | Patricia Chartier          | Québec solidaire | 1 278          | 5,1 %  | -     |
|                                                                                               | Louis-Patrick St-Pierre    | Option nationale | 315            | 1,3 %  | -     |
| Total                                                                                         | Total                      | Total            | 24 833         | 100 %  |       |
| Le taux de participation lors de l'élection était de 69,3 % et 204 bulletins ont été rejetés. |                            |                  |                |        |       |

|                                                                                               | Nom               | Parti               | Nombre de voix | %      | Maj.  |
| --------------------------------------------------------------------------------------------- | ----------------- | ------------------- | -------------- | ------ | ----- |
|                                                                                               | Damien Arsenault  | Libéral             | 7 887          | 49,5 % | 1 952 |
|                                                                                               | Sylvain Roy       | Parti québécois     | 5 935          | 37,2 % | -     |
|                                                                                               | Patricia Chartier | Québec solidaire    | 1 422          | 8,9 %  | -     |
|                                                                                               | Georges Painchaud | Action démocratique | 365            | 2,3 %  | -     |
|                                                                                               | Jean Cloutier     | Vert                | 206            | 1,3 %  | -     |
|                                                                                               | Martin Zibeau     | Indépendant         | 131            | 0,8 %  | -     |
| Total                                                                                         | Total             | Total               | 15 946         | 100 %  |       |
| Le taux de participation lors de l'élection était de 54,6 % et 154 bulletins ont été rejetés. |                   |                     |                |        |       |

| Nathalie Normandeau   | Parti libéral du Québec | 10 707                | 64,23 % |         |
| Marcel Landry         | Parti québécois         | 4 844                 | 29,06 % |         |
| Denise Porlier        | ADQ                     | 586                   | 3,52 %  |         |
| Patricia Chartier     | Québec solidaire        | 533                   | 3,20 %  |         |
| Total                 | Total                   | 0                     |         |         |
| Taux de participation | Taux de participation   | Taux de participation | 58,00 % | 58,00 % |

| Nathalie Normandeau   | Parti libéral du Québec | 10 221                | 52,88 % |         |
| Doris Chapados        | Parti québécois         | 4 844                 | 29,54 % |         |
| Karine Delarosbil     | ADQ                     | 2 357                 | 12,20 % |         |
| Hélène Morin          | Québec solidaire        | 1 039                 | 5,38 %  |         |
| Total                 | Total                   | 0                     |         |         |
| Taux de participation | Taux de participation   | Taux de participation | 67,80 % | 67,80 % |

| Nathalie Normandeau   | Parti libéral du Québec | 11 975                | 60,08 % |         |
| Marc Tétreault        | Parti québécois         | 6 313                 | 31,67 % |         |
| Maurice Anglehart     | ADQ                     | 1 101                 | 5,52 %  |         |
| Michel Goudreau       | Parti Vert du Québec    | 542                   | 2,72 %  |         |
| Total                 | Total                   | 0                     |         |         |
| Taux de participation | Taux de participation   | Taux de participation | 70,40 % | 70,40 % |

| Nathalie Normandeau   | Parti libéral du Québec | 10 681                | 47,23 % |         |
| Marcel Landry         | Parti québécois         | 10 521                | 46,52 % |         |
| Maurice Anglehart     | ADQ                     | 1 412                 | 6,24 %  |         |
| Total                 | Total                   | 0                     |         |         |
| Taux de participation | Taux de participation   | Taux de participation | 76,00 % | 76,00 % |

| Marcel Landry         | Parti québécois                     | 12 411                | 52,54 % |         |
| Mario Morin           | Parti libéral du Québec             | 10 105                | 42,78 % |         |
| Maurice Anglehart     | ADQ                                 | 925                   | 3,92 %  |         |
| Céline Chamard        | Parti de la loi naturelle du Québec | 180                   | 0,76 %  |         |
| Total                 | Total                               | 0                     |         |         |
| Taux de participation | Taux de participation               | Taux de participation | 80,00 % | 80,00 % |

| Marcel Landry         | Parti québécois         | 12 087                | 56,23 % |         |
| Nicole Appleby Arbour | Parti libéral du Québec | 9 409                 | 43,77 % |         |
| Total                 | Total                   | 0                     |         |         |
| Taux de participation | Taux de participation   | Taux de participation | 79,00 % | 79,00 % |

## Référendums
Au cours des trois référendums portant sur l'avenir constitutionnel du Québec, les électeurs de la circonscription de Bonaventure ont voté en faveur de l'option fédéraliste.
|  | Référendum                     | % du OUI | % du NON | Taux de participation |
|  | Référendum de 1980             | 33,18 %  | 66,82 %  | 82,61 %               |
|  | Accord de Charlottetown (1992) | 51,67 %  | 48,33 %  | 78,53 %               |
|  | Référendum de 1995             | 48,42 %  | 51,58 %  | 91,80 %               |